# Claire Dodgson
Claire Rose Dodgson ist eine Filmeditorin, die vor allem durch ihre Arbeit an den Animationsfilmen von Illumination Entertainment bekannt wurde.

## Leben
Dodgson begann Mitte der 1990er Jahre mit der Arbeit in der Filmbranche. Zunächst zeichnete sie für den Filmschnitt diverser Kurzfilme verantwortlich. Von 1998 bis 2000 besuchte sie die National Film and Television School in Beaconsfield bei London. Später arbeitete sie als Schnittassistenz an verschiedenen britischen Fernsehserien. 2005 war sie als zweite Schnittassistenz von Jonathan Lucas an der Erstellung von Tim Burtons und Mike Johnsons Stop-Motion-Film Corpse Bride – Hochzeit mit einer Leiche beteiligt. Es folgten weitere Assistenzarbeiten an den Animationsfilmen Despereaux – Der kleine Mäuseheld (2008) und Der fantastische Mr. Fox (2009).
Ab dem Jahr 2009 war Dodgson für Illumination Entertainment Mac Guff am Schnitt der Animationsfilme Ich – Einfach unverbesserlich (2010) und Ich – Einfach unverbesserlich 2 (2013) beteiligt. 2012 schnitt sie gemeinsam mit Steven Liu und Ken Schretzmann den Illumination-Film Der Lorax. Danach übernahm sie hauptverantwortlich den Schnitt der Filme Minions (2015), Ich – Einfach unverbesserlich 3 (2017) und Minions – Auf der Suche nach dem Mini-Boss (2022)
Dodgson ist Mitglied der American Cinema Editors.

## Filmografie (Auswahl)
- 1996: When the Reds Come Marching In (Kurzfilm)
- 2001: The Fall (Kurzfilm)
- 2004: Stan the Man (Kurzfilm)
- 2006–2007: Charlie and Lola (Fernsehserie, 13 Episoden)
- 2006: Charlie and Lola Christmas Special (Fernsehfilm)
- 2007: Nobody the Great
- 2012: Der Lorax (The Lorax)
- 2015: Minions
- 2017: Ich – Einfach unverbesserlich 3 (Despicable Me 3)
- 2022: Minions – Auf der Suche nach dem Mini-Boss (Minions: The Rise of Gru)